# Новипазарская крепость
Новипазарская крепость — крепость в Сербии, находится в городе Нови-Пазар, в самом его центре.
Крепость воздвиг Иса бег Исхакович в середине XV века на перекрестке путей, связывающих Боснию, Дубровник и города на побережье Южной Адриатики с Константинополем и Салониками. Первоначально крепость была деревянным укреплением на берегу реки Рашки, однако на рубеже XVII—XVIII веков были воздвигнуты каменные бастионы с позициями для артиллерийских орудий. Крепость пострадала в годы Первой мировой войны, тогда была разрушена башня северного бастиона. В 1970-е годы Институт защиты памятников культуры из Кралева провел в крепости консервационные работы.